# Nais borutzkii
Nais borutzkii är en ringmaskart som beskrevs av Sokolskaja 1964. Nais borutzkii ingår i släktet Nais och familjen glattmaskar. Inga underarter finns listade i Catalogue of Life.